# 野口建彦
野口 建彦（のぐち たけひこ、1941年 - 2014年2月20日）は、日本の経済学者，元日本大学経済学部教授。専門は経済史。

## 経歴
- 1965年慶應義塾大学経済学部卒業。
- 同大学大学院経済学研究科博士課程を経て，日本大学経済学部教授。学外では，東京大学教養学部，茨城大学などの非常勤講師をつとめた。
- 趣味はテニス。ロック歌手氷室京介のファン。
- イギリスのケンブリッジ大学と研究活動を通じて交流があり、同大学のペンブルック・カレッジと繋がりが深かった。

## 研究テーマ
- 経済人類学的なアプローチを取り入れた非市場経済と19世紀の自己調整的市場経済の比較研究。近年は，人類史のなかで，19世紀の自己調整的市場社会の特異な性格を，グローバルな国際金本位制の確立に求め，メタリズム（金本位制への信奉）に基づく国際通貨体制の役割に焦点をあてた研究－19世紀に開催された国際通貨会議と1870年代以降の金銀比価の変動の分析－に中心を置いている。

### 研究内容
主な論文・著書
- 「二つの帝国主義とオスマン帝国の解体」（入江節次郎編著『講座　西洋経済史3帝国主義』同文館，1980,所収）
- 「カール・ポラニー再考」（『思想』岩波書店，1996年，6号所収）
- 「中央銀行と国民経済の危機」（『大航海』1999,No.27,特集「金融とは何か」 所収）
- 「カール・ポラニー」（『大航海』1999,No.28, 「特集　知の先端の18人」所収）
- 「19世紀国際通貨会議の歴史的意識」（日本大学経済科学研究所『紀要』36号，所収）

主な訳書
- カール・ポラニー『大転換――市場社会の形成と崩壊』、東洋経済新報社、1975、新訳版、2009
- バーナード・センメル『社会帝国主義史――イギリスの経験 1895-1914』、みすず書房、1982
- T・C・オーウェン『未完のブルジョワジー――帝政ロシア社会におけるモスクワ商人の軌跡 1855-1905年』、文真堂、1988
- E・J・ホブズボーム『帝国の時代 1875-1914』、みすず書房、1993-1998
- C・W・デ キーウィト『南アフリカ社会経済史』、文眞堂、2010